# Dénes Dorottya
Dénes Dorottya (Budapest, 1992. július 8. –) válogatott magyar labdarúgó, csatár. Az MLSZ női szakágának vezetője (2023–). Apja Dénes András sportújságíró, sportvezető, nagybátyja Dénes Tamás sportújságíró, futballtörténész.

## Pályafutása

### A válogatottban
2013 és 2015 között öt alkalommal szerepelt a válogatottban.

## Sikerei, díjai
- NB II
  - bajnok: 2009–10, 2011–12
  - gólkirály: 2009–10 (28 gól)

## Statisztika

### Mérkőzései a válogatottban
| Magyarország | Magyarország       | Magyarország         | Magyarország | Magyarország | Magyarország | Magyarország | Magyarország | Magyarország |
| #            | Dátum              | Helyszín             | Hazai        | Eredmény     | Vendég       | Kiírás       | Gólok        | Esemény      |
| ------------ | ------------------ | -------------------- | ------------ | ------------ | ------------ | ------------ | ------------ | ------------ |
| 1.           | 2013. április 17.  | Belatinc             | Szlovénia    | 1 – 4        | Magyarország | barátságos   | -            | 58'          |
| 2.           | 2014. augusztus 3. | Balatonfüred         | Magyarország | 1 – 2        | Románia      | Balaton-kupa | -            | 67'          |
| 3.           | 2014. augusztus 5. | Balatonfüred         | Magyarország | 3 – 1        | Horvátország | Balaton-kupa | -            | 59'          |
| 4.           | 2015. március 6.   | Umag (CRO)           | Ausztria     | 1 – 0        | Magyarország | Isztria-kupa | -            | 86'          |
| 5.           | 2015. március 9.   | Rovinjsko Selo (CRO) | Magyarország | 1 – 3        | Szlovákia    | Isztria-kupa | -            | 74'          |
|              | Összesen           |                      |              | 5            | mérkőzés     |              | 0            | gól          |